# Ricardo Darín
Ricardo Darín, född 16 januari 1957 i Buenos Aires, Argentina, är en argentinsk skådespelare, manusförfattare och filmregissör. 
Han är en av Argentinas ledande aktörer med en lång och framgångsrik karriär bakom sig. Darín började som skådespelare redan i unga år och har via TV-serier, såpor och komedier småningom vunnit ett erkännande som en av Latinamerikas allra mest inflytelserika skådespelare.
I Sverige har han uppmärksammats för sin roll i Oscarsbelönade Hemligheten i deras ögon (El secreto de sus ojos) 2009.

## Filmografi, ett urval
- 1993 – Perdido por perdido
- 2000 - Nueve Reinas
- 2002 - Kamchatka
- 2004 - Luna de Avellaneda
- 2009 – Hemligheten i deras ögon
- 2012 - Elefante Blanco
- 2014 – Wild Tales
- 2015 – Vänner för livet
- 2025 – El Eternauta (TV-serie)